# Lampar Baru
Lampar Baru is een bestuurslaag in het regentschap Empat Lawang van de provincie Zuid-Sumatra, Indonesië. Lampar Baru telt 926 inwoners (volkstelling 2010).